# Овчарне
Овча́рне (рос. Овчарное) — село у складі Нижньоломовського району Пензенської області, Росія.
Населення — 396 осіб (2010; 471 у 2002).
Національний склад станом на 2002 рік:
- росіяни — 98 %